# 하우메아의 위성
하우메아의 위성은 2개가 발견되었다.

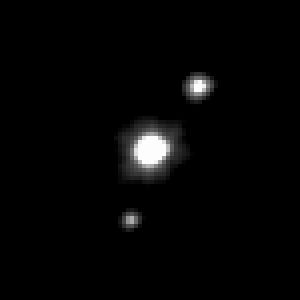
하우메아와 그 위성들

태양계 외행성 하우메아에는 하와이 여신의 이름을 딴 히이아카와 나마카라는 두 개의 알려진 위성이 있다. 이 작은 위성들은 2005년 하와이 W. M. 켁 천문대의 대형 망원경으로 하우메아를 관측하면서 발견되었다.
하우메아의 위성은 여러 가지 면에서 특이한다. 그들은 하우메아의 얼음 맨틀이 큰 충격을 받은 후 수십억 년 전에 얼음 파편으로 형성된 확장된 충돌 가족의 일부로 생각된다. 더 크고 가장 바깥쪽에 있는 달인 히이아카는 표면에 많은 양의 순수한 물 얼음을 가지고 있는데, 이는 카이퍼대 천체 중에서는 보기 드문 일이다. 질량이 약 10분의 1인 나마카는 놀라운 역학을 가진 궤도를 가지고 있다. 궤도 이심률은 비정상적으로 벗어나 있고 더 큰 위성에 의해 크게 영향을 받는 것으로 보인다.
| 이름 (영어 발음) | 이름 (영어 발음) | 이름 (영어 발음) | 평균 지름 (km) | 질량 (×1021 kg) | 장축 반지름 (km) | 공전 주기 (days)    | 이심률        | 궤도 경사   | 발견일 |
| ---------------- | ---------------- | ---------------- | -------------- | --------------- | ---------------- | ------------------- | ------------- | ----------- | ------ |
| Haumea II        | 나마카           | /nɑːˈmɑːkə/      | ~170 km        | ~0.08           | ~39 000          | 34.7 ± 0.1 if e = 0 | unknown       | 39 ± 6°     | 2005   |
| Haumea I         | 히이아카         | /hiːʔiːˈɑːkə/    | ~320 km        | ~0.4            | 49 500 ± 400     | 49.12 ± 0.03        | 0.050 ± 0.003 | 234.8 ±0.3° | 2005   |